# Eduard Dawidowitsch Gratsch
Eduard Dawidowitsch Gratsch (russisch Эдуард Давидович Грач; * 9. Dezember 1930 in Odessa) ist ein russischer Musiker und Musikpädagoge.
Er studierte am Moskauer Konservatorium in der Klasse von Abram Jampolski und nahm an Meisterkursen von Dawid Oistrach teil. Seit 1989 arbeitet er als Professor am Moskauer Konservatorium (Geige) und wurde 1995 vom Expertenkomitee der Zeitschrift Musikalnoe Obozrenie zum besten Musiklehrer Russlands gewählt.
Eduard Gratsch war 1997 Vorsitzender der Jury des Internationalen Rotary-Musikwettbewerbs für Kinder in Moskau und ist seitdem Mitglied der Jury dieses Musikwettbewerbs. 1991 wurde er als Volkskünstler der UdSSR ausgezeichnet. Er ist Ehrenmitglied der italienischen Monti Azzuri Academy und Honorarprofessor des Shanghai Konservatoriums.